# Вайгіна-Єфремова Лілія Миколаївна
Лі́лія Микола́ївна Ва́йгіна-Єфре́мова (нар. 15 квітня 1977 року, Чебоксари, Росія) — українська біатлоністка чуваського походження, бронзова призерка Олімпіади-2006 у Турині (Італія).
До 2002 року виступала за збірну Росії, але, не потрапивши до складу команди, який брав участь в Олімпіаді-2002 у Солт-Лейк-Сіті, переїхала до Білорусі. Але вже за рік знайшла можливість реалізувати себе у збірній України з біатлону.
На Олімпіаді-2006 посіла 3-є місце в спринті на 7,5 км, поступившись 6,6 секундами Флоранс Баверель-Робер із Франції і 4,2 секундами Анні-Карін Олафссон зі Швеції.
Згодом виступала за спортивний клуб «Динамо» (Суми). Навчалася в Білоруському університеті фізкультури.

## Статистика
У таблиці наведено статистику виступів біатлоніста в Кубку світу.
- Місця 1–3: кількість подіумів
- Чільна 10: кількість фінішів у першій десятці
- В очках: кількість виступів, на яких біатлоніст здобував очки
- Старти: кількість стартів
- Естафета: включно зі змішаною

| Місця                              | Індивід. | Спринт | Персьют | Мас-старт | Естафета | Разом |
| ---------------------------------- | -------- | ------ | ------- | --------- | -------- | ----- |
| 1                                  |          |        |         |           | 1        | 1     |
| 2                                  |          |        |         |           | 1        | 1     |
| 3                                  |          | 2      |         |           | 1        | 3     |
| Чільна 10                          |          | 3      | 2       |           | 15       | 20    |
| В очках                            | 4        | 18     | 15      | 7         | 21       | 65    |
| Стартів                            | 18       | 58     | 29      | 7         | 21       | 133   |
| Станом на: кінець сезону 2010/2011 |          |        |         |           |          |       |